# جیمز گان
جیمز فرنسیس گان جونیور (انگلیسی: James Francis Gunn Jr.؛ زادهٔ ۵ اوت ۱۹۶۶) کارگردان، تهیه‌کننده و فیلم‌نامه‌نویس آمریکایی است. او حرفه‌اش را در اواسط دههٔ ۱۹۹۰ به عنوان فیلم‌نامه‌نویس آغاز کرد. او سپس حرفهٔ کارگردانی خود را با ساخت فیلم کمدی ترسناک خزیدن (۲۰۰۶) آغاز کرد و با ساخت فیلم‌های سوپر (۲۰۱۰)، نگهبانان کهکشان (۲۰۱۴)، دنباله‌اش نگهبانان کهکشان بخش ۲ (۲۰۱۷) و جوخهٔ انتحار (۲۰۲۱) به ژانر ابرقهرمانی روی آورد.
جیمز گان در آثار تلویزیونی نیز فعالیت داشته و مجموعه‌های پی‌جی پون جیمز گان (۲۰۰۸–۲۰۰۹) و صلح آور (۲۰۲۲) را نیز ساخته است.
وی در سال ۲۰۲۲ توسط کمپانی برادران وارنر به عنوان رئیس مشترک و مدیر عامل اجرایی مشترک دی‌سی استودیوز انتخاب شد.

## فیلم‌شناسی

### فیلم
| سال  | عنوان                 | کارگردان | نویسنده | تهیه‌کننده       | توضیحات                  |
| ---- | --------------------- | -------- | ------- | --------------- | ------------------------ |
| ۱۹۹۶ | ترومئو و ژولیت        | مشترک    | آری     | نه              |                          |
| ۲۰۰۰ | استثنایی‌ها            | نه       | آری     | مشترک           |                          |
| ۲۰۰۲ | اسکوبی-دو             | نه       | آری     | نه              |                          |
| ۲۰۰۴ | طلوع مردگان           | نه       | آری     | نه              |                          |
| ۲۰۰۴ | اسکوبی-دو ۲           | نه       | آری     | تهیه‌کنندهٔ مشترک |                          |
| ۲۰۰۶ | خزیدن                 | آری      | آری     | نه              | آغاز کارگردانی فیلم بلند |
| ۲۰۱۰ | سوپر                  | آری      | آری     | نه              |                          |
| ۲۰۱۴ | نگهبانان کهکشان       | آری      | آری     | نه              |                          |
| ۲۰۱۶ | آزمایش بلکو           | نه       | آری     | آری             |                          |
| ۲۰۱۷ | نگهبانان کهکشان بخش ۲ | آری      | آری     | نه              |                          |
| ۲۰۱۹ | برایت‌برن              | نه       | نه      | آری             | [ ۳ ]                    |
| ۲۰۲۱ | جوخه انتحار           | آری      | آری     | نه              |                          |
| ۲۰۲۳ | نگهبانان کهکشان بخش ۳ | آری      | آری     | نه              |                          |
| ۲۰۲۵ | سوپرمن                | آری      | آری     | نه              |                          |
| ن/م  | کایوت در برابر اکمی   | نه       | آری     | آری             | [ ۴ ]                    |

تهیه‌کننده اجرایی
| سال  | عنوان                   | توضیحات                         |
| ---- | ----------------------- | ------------------------------- |
| ۲۰۰۴ | عشق لولی                | همچنین نویسندهٔ ذکرنشده در عوامل |
| ۲۰۱۸ | انتقام‌جویان: جنگ ابدیت  |                                 |
| ۲۰۱۹ | انتقام‌جویان: پایان بازی |                                 |
| ۲۰۲۲ | ثور: عشق و تندر         |                                 |

### تلویزیون
| سال        | عنوان                        | کارگردان     | نویسنده | تهیه‌کنندهٔ اجرایی | سازنده | توضیحات        |
| ---------- | ---------------------------- | ------------ | ------- | ---------------- | ------ | -------------- |
| ۱۹۹۷–۲۰۰۰  | کافه تروماویل                | آری          | آری     | نه               | آری    |                |
| ۲۰۰۸–۲۰۰۹  | پی‌جی پون جیمز گان            | آری          | آری     | آری              | آری    | مجموعهٔ وب      |
| ۲۰۲۲–اکنون | صلح‌طلب                       | آری          | آری     | آری              | آری    |                |
| ۲۰۲۲–اکنون | من گروت هستم                 | نه           | نه      | آری              | نه     | مجموعهٔ کوتاه   |
| ۲۰۲۲       | نگهبانان کهکشان ویژه تعطیلات | آری          | آری     | آری              | نه     | ویژهٔ تلویزیونی |
| ۲۰۲۴       | کماندوهای هیولایی            | کارگردان صدا | آری     | آری              | آری    |                |